# Fuling
Fulíng (en chino: 涪陵区, pinyin: Fúlíng qū) es una ciudad-distrito bajo la administración del municipio de Chongqing, en el centro de la República Popular China. Se ubica en la cuenca de Sichuan cerca de la confluencia de los ríos Wu y Yangtsé. Su área es de 2941 km² y su población total es de 1 165 000 (proyección 2013).

## Administración
La ciudad-distrito de Fulíng se divide en 5 subdistritos, 18 poblados y 14 villas.
| Subdistritos: - Lizhi (荔枝) - Dunren (敦仁办) - Chongyi (崇义办) - Jiangdong (江东办) - Jiangbei (江北办) Villas: - Luoyun (罗云乡) - Shilong (石龙乡) - Lianghui (两汇乡) - Zengfu (增福乡) - Mingjia (明家乡) - Tongle (同乐乡) - Huimin (惠民乡) - Conglin (丛林乡) - Zhongfeng (中丰乡) - Renyu (仁义乡) - Jiudian (酒店乡) - Shanwo (山窝乡) - Longtan (龙塘乡) - Juandong (卷洞乡) | Poblados - Zhenxi (珍溪镇) - Shisheng (百胜镇) - Shitao (白涛镇) - Jiaoshi (焦石镇) - Qingxi (清溪镇) - Nantuo (南沱镇) - Shituo (石沱镇) - Litu (李渡镇) - Zhen'an (镇安镇) - Zhihan (致韩镇) - Yihe (义和镇) - Xinmiao (新妙镇) - Longtan (龙潭镇) - Qingyang (青羊镇) - Baozi (堡子镇) - Linshi (蔺市镇) - Longqiao (龙桥镇) - Mawu (马武镇) |

## Historia
A mediados y fines del periodo de las Primaveras y Otoños Fulíng se encontraba al sur del estado Ba (巴国). A mediados del periodo de los Reinos Combatientes fue parte del reino Chu. Fue llamado condado Zhi(枳县) en el 277 por el estado Qin. En el 347, durante la dinastía Jin del este se convirtió en la Comandería Fu (涪郡) también conocida como Commandería Zicheng (梓城郡). Se convirtió en condado Fulíng  en la dinastía Sui y en prefectura en 618 durante la dinastía Tang.
La ciudad está bajo la administración de Chongqing desde septiembre de 1996.

## Clima
La temperatura en enero es de 7C y en julio es de 28C, siendo agosto el más caliente. Alrededor del 87% de la lluvia cae de abril a octubre.
| Parámetros climáticos promedio de Fulíng (1971−2000) | Parámetros climáticos promedio de Fulíng (1971−2000) | Parámetros climáticos promedio de Fulíng (1971−2000) | Parámetros climáticos promedio de Fulíng (1971−2000) | Parámetros climáticos promedio de Fulíng (1971−2000) | Parámetros climáticos promedio de Fulíng (1971−2000) | Parámetros climáticos promedio de Fulíng (1971−2000) | Parámetros climáticos promedio de Fulíng (1971−2000) | Parámetros climáticos promedio de Fulíng (1971−2000) | Parámetros climáticos promedio de Fulíng (1971−2000) | Parámetros climáticos promedio de Fulíng (1971−2000) | Parámetros climáticos promedio de Fulíng (1971−2000) | Parámetros climáticos promedio de Fulíng (1971−2000) | Parámetros climáticos promedio de Fulíng (1971−2000) |
| Mes                                                  | Ene.                                                 | Feb.                                                 | Mar.                                                 | Abr.                                                 | May.                                                 | Jun.                                                 | Jul.                                                 | Ago.                                                 | Sep.                                                 | Oct.                                                 | Nov.                                                 | Dic.                                                 | Anual                                                |
| ---------------------------------------------------- | ---------------------------------------------------- | ---------------------------------------------------- | ---------------------------------------------------- | ---------------------------------------------------- | ---------------------------------------------------- | ---------------------------------------------------- | ---------------------------------------------------- | ---------------------------------------------------- | ---------------------------------------------------- | ---------------------------------------------------- | ---------------------------------------------------- | ---------------------------------------------------- | ---------------------------------------------------- |
| Temp. máx. media (°C)                                | 9.7                                                  | 12.1                                                 | 16.9                                                 | 22.5                                                 | 26.6                                                 | 29.2                                                 | 33.0                                                 | 33.9                                                 | 28.0                                                 | 22.0                                                 | 16.6                                                 | 11.2                                                 | 21.8                                                 |
| Temp. mín. media (°C)                                | 5.7                                                  | 7.1                                                  | 10.5                                                 | 14.9                                                 | 18.7                                                 | 21.6                                                 | 24.3                                                 | 24.4                                                 | 20.8                                                 | 16.2                                                 | 11.8                                                 | 7.5                                                  | 15.3                                                 |
| Precipitación total (mm)                             | 17.0                                                 | 16.9                                                 | 41.5                                                 | 116.7                                                | 176.2                                                | 188.3                                                | 153.0                                                | 118.4                                                | 114.2                                                | 111.7                                                | 53.8                                                 | 22.9                                                 | 1130.6                                               |
| Días de precipitaciones (≥ 0.1 mm)                   | 8.9                                                  | 9.0                                                  | 11.7                                                 | 15.7                                                 | 16.1                                                 | 16.0                                                 | 13.1                                                 | 10.9                                                 | 13.3                                                 | 15.4                                                 | 11.9                                                 | 9.4                                                  | 151.4                                                |
| Fuente: Weather China                                |                                                      |                                                      |                                                      |                                                      |                                                      |                                                      |                                                      |                                                      |                                                      |                                                      |                                                      |                                                      |                                                      |